# آنتواین هاکفورد
آنتواین هاکفورد (انگلیسی: Antwoine Hackford؛ زادهٔ ۲۰ مارس ۲۰۰۴) بازیکن فوتبال اهل انگلستان است.
وی همچنین در تیم‌های ملی فوتبال England national under-15 football team و England national under-16 football team بازی کرده‌است.